# Haus Greiffenhorst

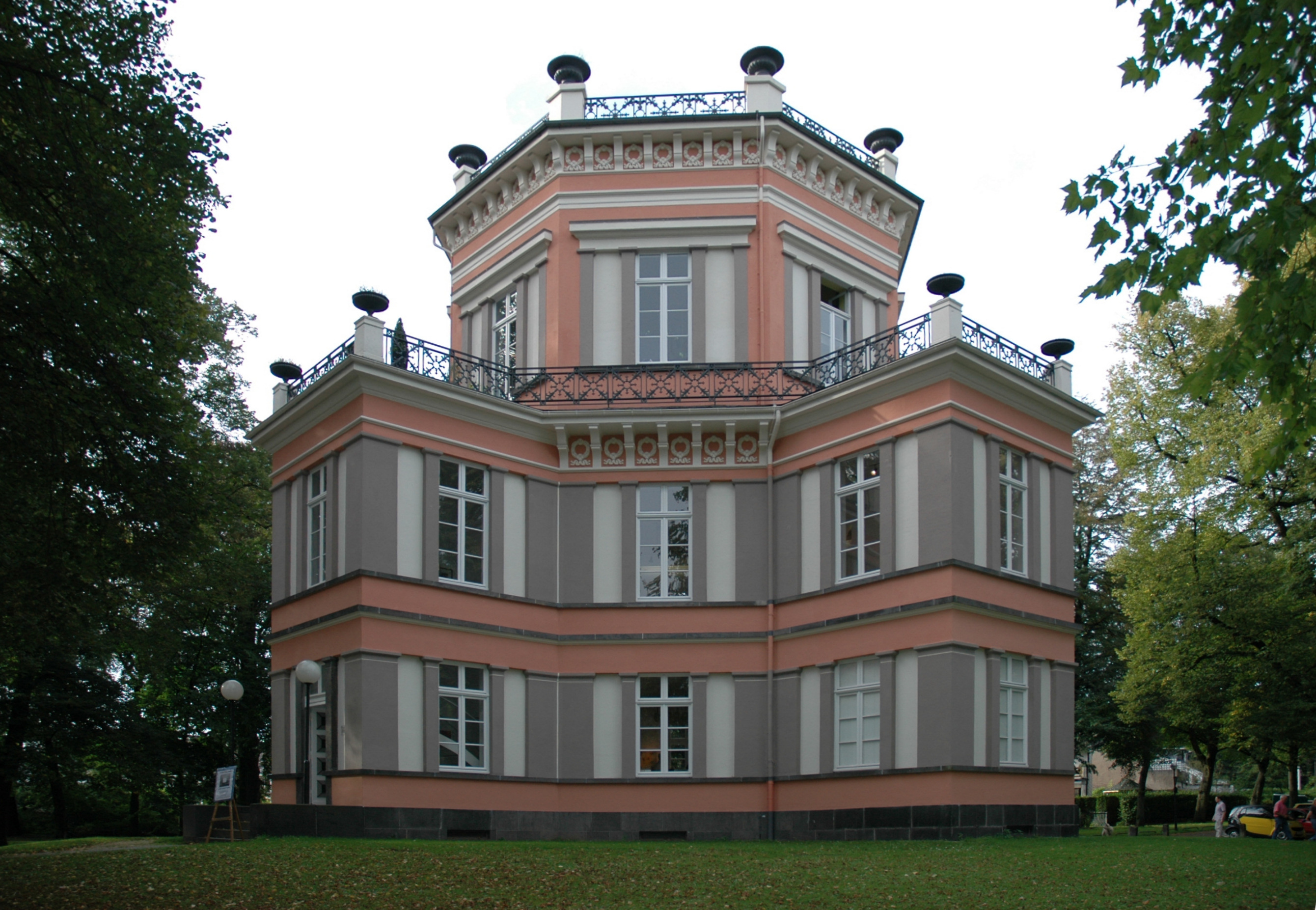
Haus Greiffenhorst von Südosten

Haus Greiffenhorst, auch Greiffenhorstschlösschen und Schloss Greiffenhorst genannt, ist ein ehemaliges Jagdschlösschen im Krefelder Stadtteil Linn, etwa 1,2 km entfernt von Burg Linn. Das klassizistische Gebäude aus dem 19. Jahrhundert steht im Greiffenhorstpark, einem von Maximilian Friedrich Weyhe entworfenen Landschaftsgarten.

## Geschichte
Im Jahr 1826 erbte der Krefelder Seidenfabrikant Cornelius de Greiff von seinem Vater Isaak den Linner Mühlenhof sowie den Hausenhof nebst Ländereien und Zubehör. Anschließend beauftragte de Greiff um 1840 den Düsseldorfer Hofgärtner Maximilian Friedrich Weyhe damit, auf dem Grund zwischen den beiden Anwesen entlang des Linner Mühlenbachs einen Landschaftsgarten anzulegen, den sogenannten Greiffenhorstpark.
Außerdem ließ er in der Zeit von 1838 bis 1843 vermutlich nach Plänen des Düsseldorfer Landbauinspektors Otto von Gloeden ein kleines Jagd- und Gartenschloss auf den geerbten Liegenschaften errichten. Die Ausführung der Arbeiten vor Ort oblag dem Bauführer L. Jürges. Der Bau kostete Cornelius de Greiff rund 20.000 Taler, doch aus unbekannten Gründen verlor er kurz nach seiner Fertigstellung das Interesse daran. Haus Greiffenhorst wurde aller Wahrscheinlichkeit nach noch nicht einmal komplett eingerichtet und nur sehr kurze Zeit von seinem Erbauer selber genutzt, denn der Hausherr hielt seine Festessen nach den Jagden lieber im nahe gelegenen Hausenhof ab. In den oberen Etagen des Gebäudes war jedoch längere Zeit der Gärtner untergebracht.
1924 erwarb die Stadt Krefeld das Gebäude und verpachtete es zunächst. 1929 erfolgte nach Plänen von Caspar Lennartz der Umbau zu einem beliebten Café. Den Zweiten Weltkrieg überstand das Haus nahezu unbeschadet, lediglich die Fenster waren bei einem britischen Luftangriff durch die Detonation einer Luftmine in 500 Meter Entfernung zu Bruch gegangen. Gegen Kriegsende und vor allem auch gleich danach wurde jedoch alles brennbare Material aus dem leerstehenden Haus gestohlen. In der Nachkriegszeit verfiel es zusehends, woran auch erste Sanierungsmaßnahmen im Jahr 1953 nichts ändern konnten.
Erst 1971 bis 1974 wurde das Gebäude mit finanzieller Unterstützung des Krefelder Kunstvereins und der Bürgerschaft grundlegend restauriert. Seither dient es als Veranstaltungsort für Ausstellungen, Lesungen, Konzerte und Vorträge. Die Räume können auch für Empfänge und Tagungen gemietet werden. Von August bis November 2010 erfuhr Haus Greiffenhorst noch einmal eine Sanierung. Dabei wurde die alte rosa Außenfarbe entfernt und durch den historischen Anstrich ersetzt. Gleichzeitig fanden Maßnahmen an Dach und Fenstern statt. Insgesamt schlugen die Arbeiten mit 84.000 Euro zu Buche.

## Beschreibung

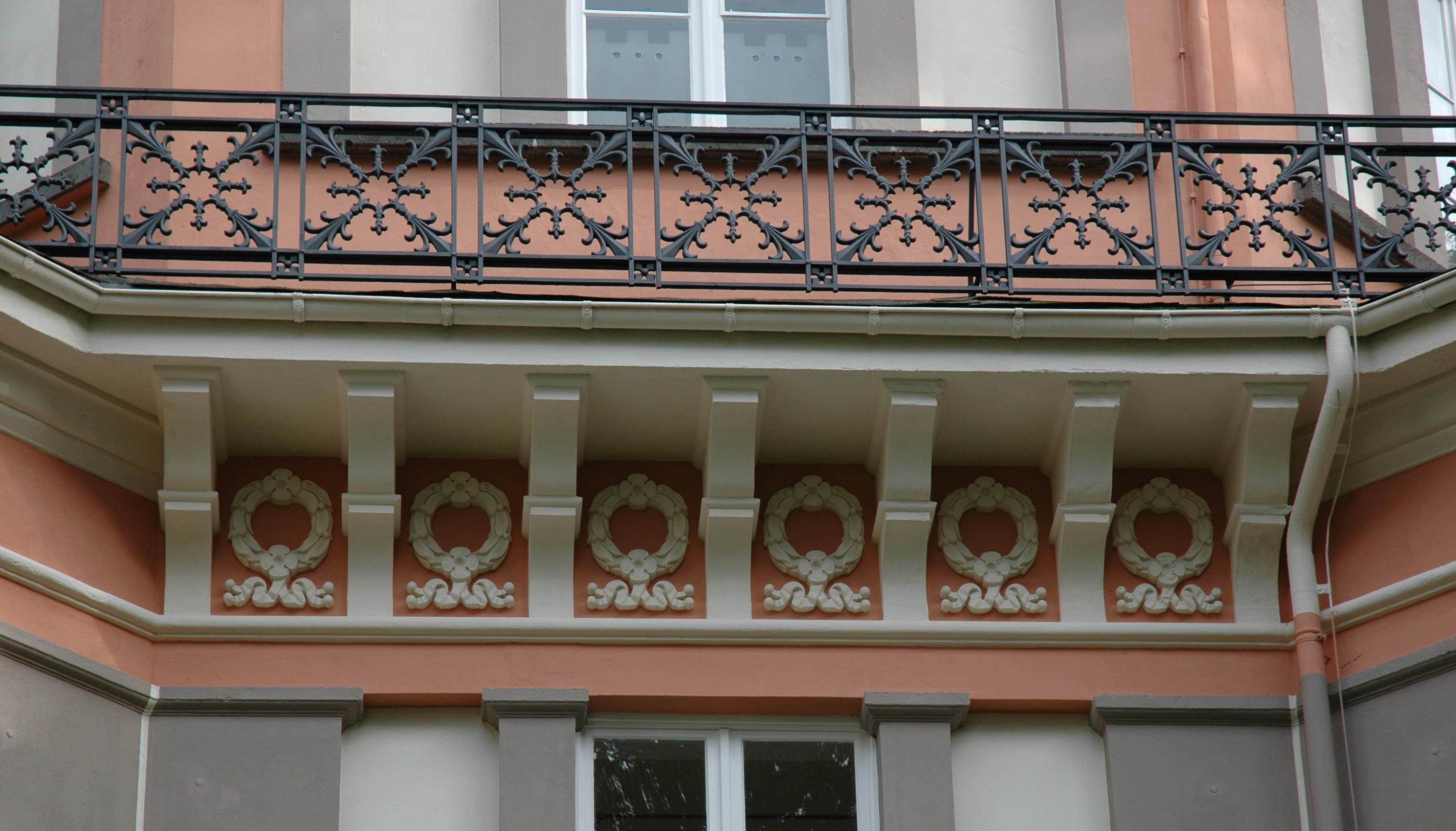
Konsolgesims und Brüstung

Haus Greiffenhorst besteht aus einem dreistöckigen Zentralbau mit oktogonalem Grundriss, den an vier Seiten zweigeschossige, quadratische Flügelbauten zu einer Kreuzform erweitern. In der Nord-Süd-Achse besitzt das Gebäude zwei Eingänge, seine hohen Fenster werden von Pilastern gerahmt. Die verputzte Außenfassade wird durch Gesimse horizontal gegliedert. Die Flügelbauten besitzen Dachterrassen, die durch schmale Balkone auf Konsolgesimsen verbunden sind. Diese Konsolen wiederholen sich im Kordongesims des Mittelbaus. Da dieser die übrigen Bauteile turmartig überragt, folgt die Form des Gebäudes dem Bautyp des Turmbelvederes aus dem späten 18. Jahrhundert. Die Aussichtsplattform auf dem Dach des Zentralbaus ist von einem schmiedeeisernen Brüstungsgitter umgeben, das auch an den Dachterrassen der Flügelbauten wiederzufinden ist. Die Eckpfeiler der Brüstungen tragen passend dazu schmiedeeiserne Vasen. Sämtliche Bauteile des Hauses fügen sich den Proportionen des goldenen Schnitts. Die innere Raumaufteilung folgte früher der äußeren Form: Ein Mittelsaal wurde von vier Nebenräumen flankiert.
Stilistisch ist der Bau dem durch Karl Friedrich Schinkel geprägten Berliner Klassizismus zuzuordnen. Dabei vereinigt er verschiedene Elemente süddeutscher Parkschlösschen zu einem eigenen Stil.